# اثر فارادی
اثر فارادی

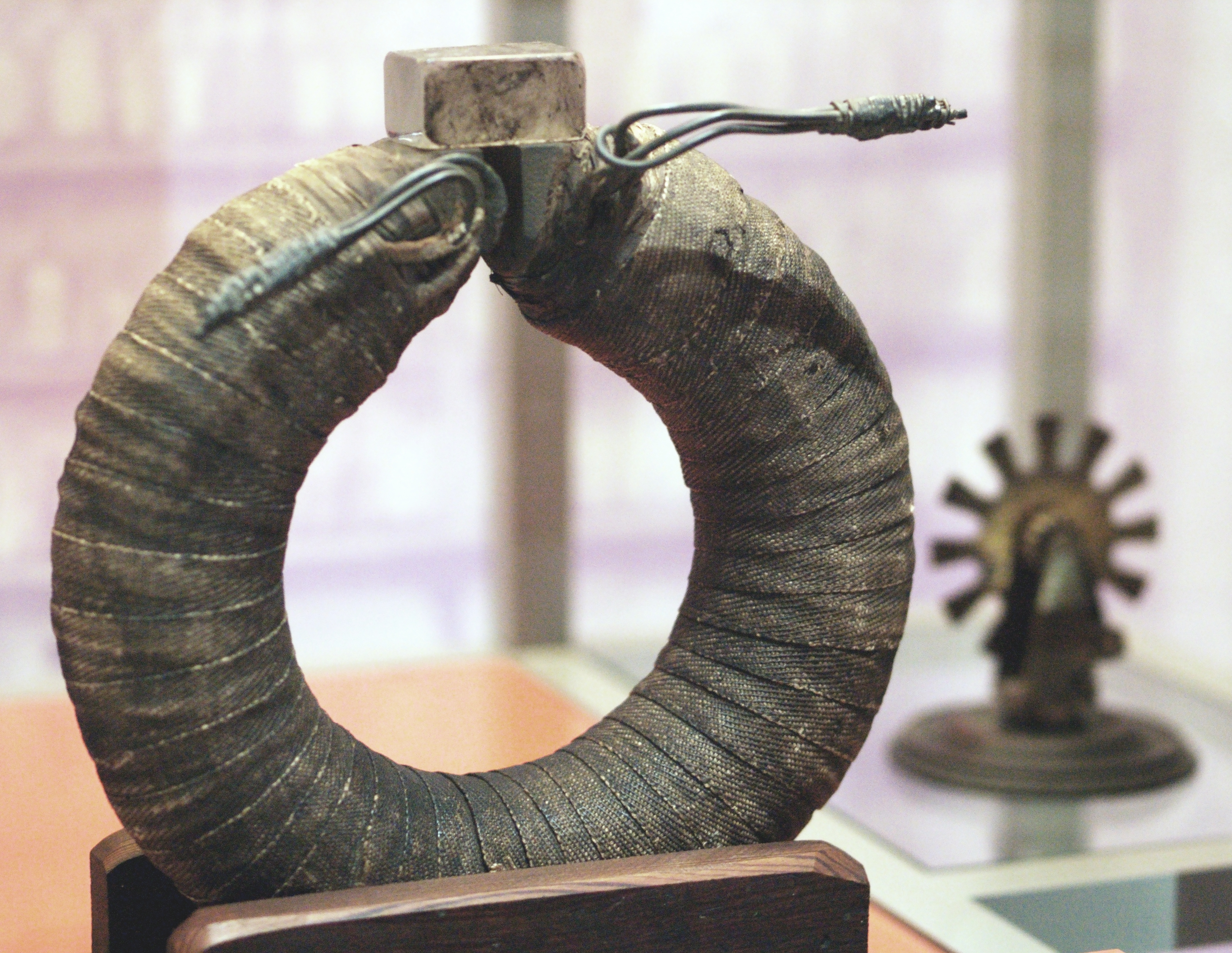
آهنربای مغناطیسی نوری و دیسک بخش بندی شده 1845 مایکل فارادی

در سال ۱۸۴۵ مایکل فارادی دریافت که وقتی یک تکه شیشه تحت میدان مغناطیسی قرار گیرد از نظر نوری فعال می‌شود. برای مشاهدهٔ اثر فارادی نور باید موازی با جهت میدان تابانده شود. K||H به این حالت هندسهٔ فارادی گفته می‌شود. وقتی صفحهٔ پلاریزه شده در طول میدان اعمالی پیش می‌رود صفحهٔ پلاریزه شروع به چرخش می‌کند. زاویهٔ چرخش این صفحه به‌طور مستقیم با میدان اعمال شده و طولی که نور در ماده منتظر شده‌است ارتباط دارد.
```
θ=VHL
```

ثابت V را ثابت ورده می‌گویند که به عنوان مقدار چرخش به ازای واحد میدان و واحد طول شناخته می‌شود. ثابت ورده به جنس ماده، فرکانس و دما بستگی دارد.
اثر فارادی یک اثر فرد است؛ یعنی اگر یک بار نور در یک راستای خاص از محیط عبور کند و به وسیلهٔ یک آینه مسیر آمده را بازگردد مقدار زاویهٔ چرخش دوبرابر می‌شود. همین خاصیت آن را از فعالیت طبیعی نوری محیط (که زوج است) جدا می‌کند. علاوه بر آن از این خاصیت برای بزرگ کردن زاویهٔ چرخش استفاده می‌شود.
اگر ضریب شکست برای قطبش دایروی راست گرد n_+ و برای قطبش چپ گرد n_- باشد می‌توان اثر فارادی را به شکل θ=ω/2c (n_+-n_-)L تشریح نمود.